# Emmanuel Gobilliard

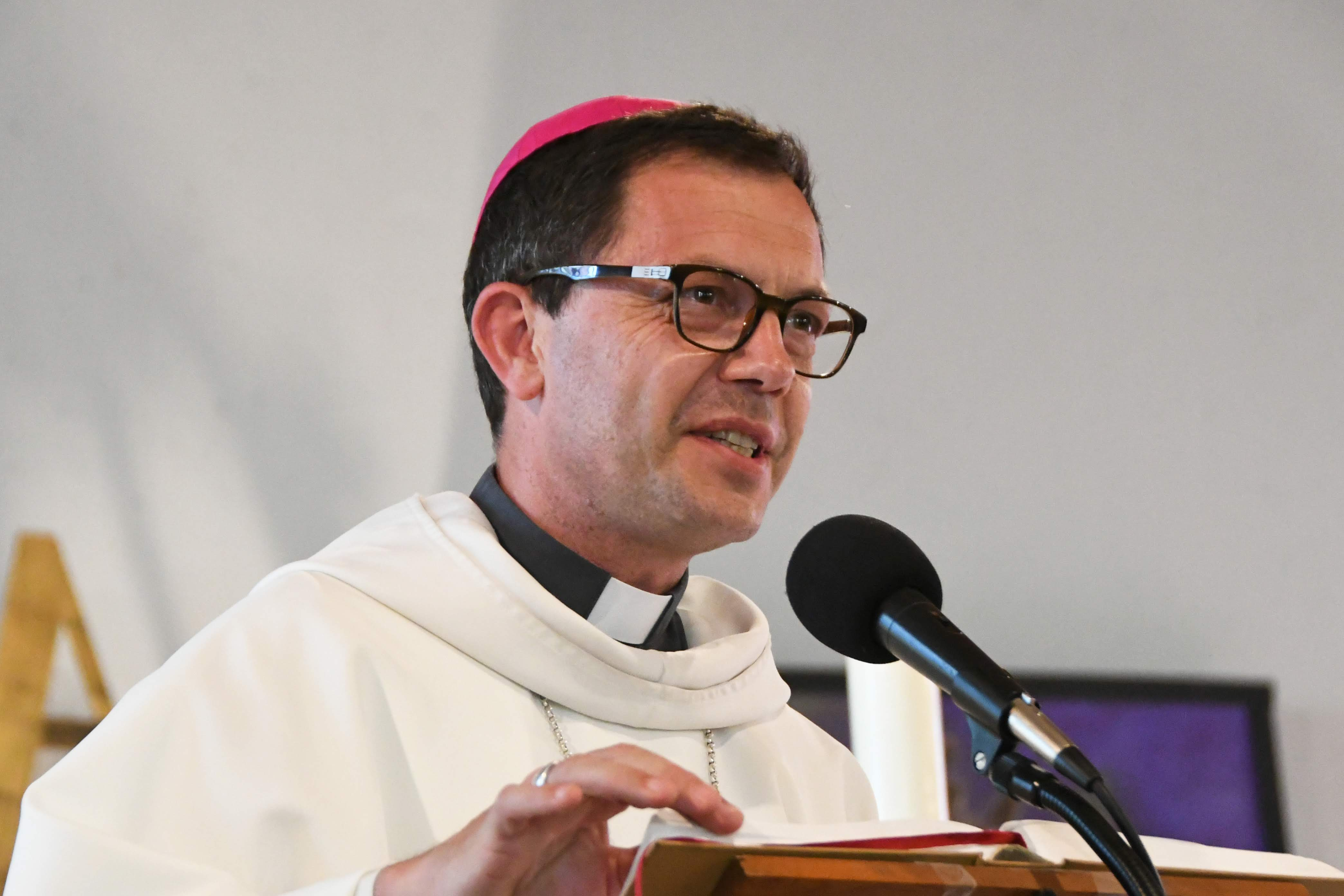
Emmanuel Gobilliard, 2018

Emmanuel Marie Anne Alain Gobilliard (* 18. Februar 1968 in Saumur, Frankreich) ist ein französischer Geistlicher und römisch-katholischer Bischof von Digne.

## Leben
Emmanuel Gobilliard empfing am 29. Juni 1997 durch den Bischof von Le Puy-en-Velay, Henri Brincard CRSA, das Sakrament der Priesterweihe.
Am 16. Juni 2016 ernannte ihn Papst Franziskus zum Titularbischof von Carpentras und zum Weihbischof in Lyon. Der Erzbischof von Lyon, Philippe Kardinal Barbarin, spendete ihm am 11. September desselben Jahres die Bischofsweihe; Mitkonsekratoren waren der Bischof von Digne, Jean-Philippe Nault SJMV, und der Bischof von Le Puy-en-Velay, Luc Crépy CIM.
Am 15. Oktober 2022 ernannte ihn Papst Franziskus zum Bischof von Digne. Die Amtseinführung fand am 11. Dezember 2022 statt.